# Moho apicalis
El ‘ō‘ō de Oahu (Moho apicalis) es una especie de ave extinta del género Moho. Se consideraba anteriormente como miembro de la familia Meliphagidae pero fue transferida a Mohoidae. Era endémica de los bosques montañosos de la isla de Oahu.

## Descripción

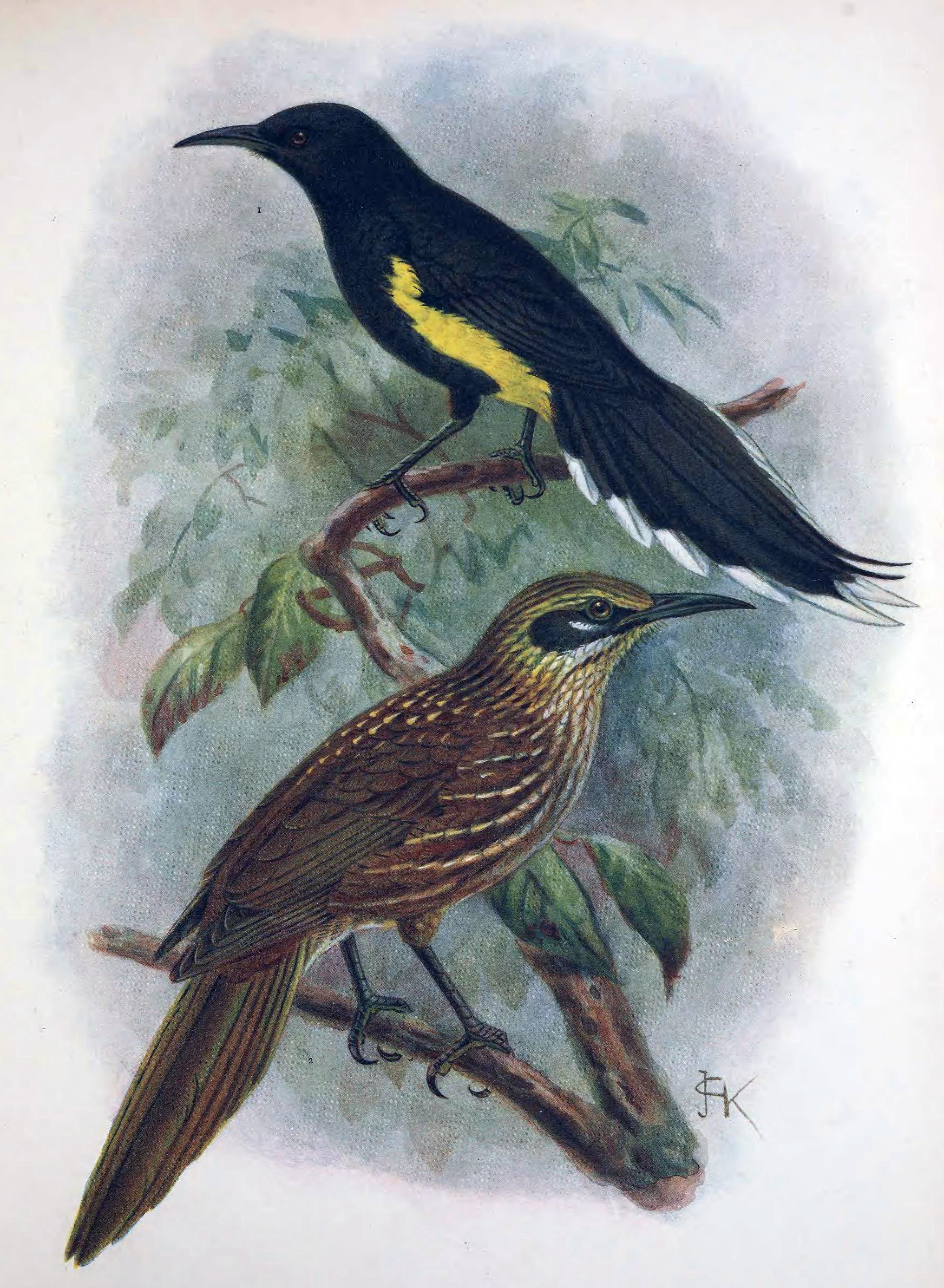
Moho apicalis y Chaetoptila angustipluma

Los machos alcanzaban una longitud de hasta 30,5 cm. Las alas medían de 10,5 a 11,4 cm de largo, y el tarso de 3,4 a 3,8 centímetros. Las hembras eran de tamaño más pequeño que los machos. El plumaje era predominantemente negro hollín. Las plumas de la cola eran de color marrón y tenían —con excepción de las plumas centrales de la cola— las puntas blancas. Otra de sus características eran los penachos de plumas blancas bajo la axilar. Los flancos y las coberteras eran de color amarillo profundo. El pico y el tarso eran de color negro.

## Extinción
El ave fue mencionada por primera vez por Andrew Bloxam. Durante su visita a las islas de Hawái en 1825 como naturalista a bordo del HMS Blonde, vio aves vivas traídas a él por los lugareños. Se conserva una muestra obtenida de esta manera. Él escribió en su diario (no publicado hasta mucho tiempo después): "son muy escasos en todas las islas. No vi ni uno en las diferentes
excursiones que realicé, y los nativos pidieron un elevado precio por los pocos que trajeron". Bloxam identificó erróneamente estas aves como la especie que ahora se llama Moho nobilis.
John Gould nombró y describió científicamente el ave en 1860, cuando ya era considerado como desaparecido desde hacía 23 años. La última evidencia fiable era una colección de cerca de tres aves del naturalista alemán Ferdinand Deppe en 1837. Él encontró estos especímenes en las colinas cerca de la capital Honolulu. 
Después de los estudios, dirigidos por el ornitólogo Robert C. L. Perkins, no se logró encontrar ningún ave entre 1880 y 1890, y fue clasificada como casi extinta. En la actualidad hay siete ejemplares en las colecciones de los museos de Berlín, Londres, Nueva York y Cambridge.
Las razones de su extinción fueron probablemente las enfermedades aviares causadas por mosquitos introducidos, la destrucción del hábitat por el ganado vacuno y caprino, la deforestación, la depredación por ratas introducidas, y la caza (su plumaje era utilizado en los trajes de la nobleza de Hawái). 